# Ваја Дујовић
Ваја Дујовић (Београд, 7. јул 1990) српска је глумица.

## Биографија
Ваја Дујовић је глуму дипломирала на Факултету драмских уметности у Београду. Хонорарно игра у неколико београдских позоришта. Прву запаженију улогу на великом платну остварила је у филму Бранио сам Младу Босну. Популарност је стекла улогама у телевизијским серијама Једне летње ноћи, Santa Maria della Salute и Државни службеник.
Њен отац Владан Дујовић је такође глумац.

## Филмографија
| Год.       | Назив                     | Улога                        | Напомена          |
| ---------- | ------------------------- | ---------------------------- | ----------------- |
| 2010-е     |                           |                              |                   |
| 2012.      |                           | Ања                          | кратки филм       |
| 2014.      | Одељење                   | —                            | ТВ серија         |
| 2014.      | Тмина                     | девојка из клуба             |                   |
| 2014.      | Бранио сам Младу Босну    | Јованка Чубриловић           |                   |
| 2015.      | Бранио сам Младу Босну    | Јованка Чубриловић           | ТВ серија, 4 еп.  |
| 2015.      | Једне летње ноћи          | Кринка Бранковић             | ТВ серија, 13 еп. |
| 2016.      |                           | Дуња                         | кратки филм       |
| 2016.      | Вида Варађанин            |                              |                   |
| 2016.      | Крис                      | Крис                         | кратки филм       |
| 2016.      |                           | убица                        | кратки филм       |
| 2017.      |                           | Вида Варађанин               | ТВ серија, 7 еп.  |
| 2018.      | Злогоње                   | терапеуткиња                 |                   |
| 2018.      | Београдска трилогија      | Каћа                         |                   |
| 2019.      | Војна академија 5         | поручница Радмила Вуруна     |                   |
| 2019—2022. | Државни службеник         | Ана Станојевић               | ТВ серија, 35 еп. |
| 2020-е     |                           |                              |                   |
| 2020.      | Војна академија           | поручница Радмила Вуруна     | ТВ серија, 8 еп.  |
| 2020.      | Луд, збуњен, нормалан     | Тијана                       | ТВ серија, 7 еп.  |
| 2021.      | Дођи јуче                 | Сека Лепак                   | ТВ серија, 1 еп.  |
| 2021.      | Александар од Југославије | румунска принцеза Јелисавета | ТВ серија, 2 еп.  |
| 2021.      | Једини излаз              | наставница                   | ТВ серија, 2 еп.  |
| 2021.      | Нечиста крв: Грех предака | Стана                        |                   |
| 2021.      | Александар од Југославије | румунска принцеза Јелисавета |                   |
| 2021.      | Нечиста крв               | Стана                        | ТВ серија, 4 еп.  |